# 琴浦町 (岡山県)
琴浦町（ことうらちょう）は、かつて岡山県児島郡にあった町である。1956年（昭和31年）4月1日に児島市と合併し消滅した。現在は倉敷市児島地域の一部にあたる。ここでは、町制施行前の名称である琴浦村（ことうらそん）についても述べる。

## 歴史
- 1878年（明治11年） - 児島郡上村と下村が合併し下村、田ノ口村と引網村が合併し田ノ口村、山村（由加）と白尾村が合併し山村をそれぞれ新設。
- 1889年（明治22年）6月1日 - 町村制施行。下村が鴻村に改称する。児島郡山村のうち白尾を除く地区（由加）と尾原村合併し、木見村を新設。山村のうち、白尾地区は上加茂村へ移管。
- 1903年（明治36年）4月1日 - 児島郡上加茂村・下加茂村および秀天村の一部が合併し、荘内村を新設。
- 1906年（明治39年）4月1日 - 児島郡木見村より山村（由加・白尾）を田ノ口村へ移管。
- 1907年（明治40年）4月1日 - 児島郡鴻村と田ノ口村が合併し琴浦村を新設。
- 1915年（大正4年）11月1日 - 町制移行により琴浦町となる。
- 1946年（昭和21年）2月1日 - 児島郡荘内村より白尾地区を琴浦町へ移管。
- 1956年（昭和31年）4月1日 - 児島市（初代）と琴浦町が合併し児島市（2代）を新設。琴浦町は廃止。
- 1967年（昭和42年）2月1日 - 児島市（2代）・倉敷市（初代）・玉島市が合併し、倉敷市（2代）を新設。
- 1988年（昭和63年）3月20日 - JR瀬戸大橋線（本四備讃線）が開通し、上の町駅が開業する。